# Bodio
Bodio es una comuna suiza del cantón del Tesino, ubicada en el distrito de Leventina, círculo de Giornico. Limita al noroeste con la comuna de Sobrio, al noreste con Semione, al sureste con Pollegio, al suroeste con Personico, y al oeste con Giornico.

## Historia
Bodio se menciona por primera vez en 1227 como Boidi. Durante la Edad Media, Bodio y el pueblo ahora abandonado de Simbra (o Saimola) formaron un Degagna en la zona Giornico. Durante el reinado de la catedral de Milán durante los tres valles ambrosianos, en mayo y noviembre las reuniones Leventina placita della tuvieron lugar en Bodio. La Placita della Leventina, se realizó una reunión del valle Leventina utilizada para administrar la justicia y para discutir los problemas locales. Hasta el siglo XVI el pueblo pertenecía a la parroquia de Giornico. Se convirtió en una parroquia independiente en 1567, y hasta 1602 en Pollegio era parte de la parroquia. La iglesia de San Stefano fue mencionada por primera vez en 1227. Junto con una gran parte del pueblo, que fue destruida por un deslizamiento de la tierra en el siglo XV. Los actuales de la iglesia parroquial data del siglo XIX, el campanario de 1779. Las inundaciones de 1817, 1829, 1834 y 1839 causaron grandes daños en el pueblo y una inundación adicional del río Ticino en 1868 que causó 18 muertes y destruyeron algunas casas.
La ciudad era importante para el transporte de madera en el río Ticino. Por encima de Bodio, los registros se les permitió flotar libremente por el río, pero al Bodio, que fueron recogidos el techo elevado. En el llamado Fosso, una cuenca de recogida y entrega, se recogieron los registros y atados juntos para causar ningún daño a los diques de los ríos y aguas por abajo.
Muchos residentes emigraron desde el municipio en busca de trabajo. Hasta mediados del siglo XIX, la mayor parte de los emigrantes fueron a Italia, con la excepción de las familias de Glaser y Ofensetzer, en que su mayoría fueron a Francia. En 1876, una quinta parte de la población anterior (entonces había 400 habitantes) vivía en los Estados Unidos, principalmente en California y Nevada.

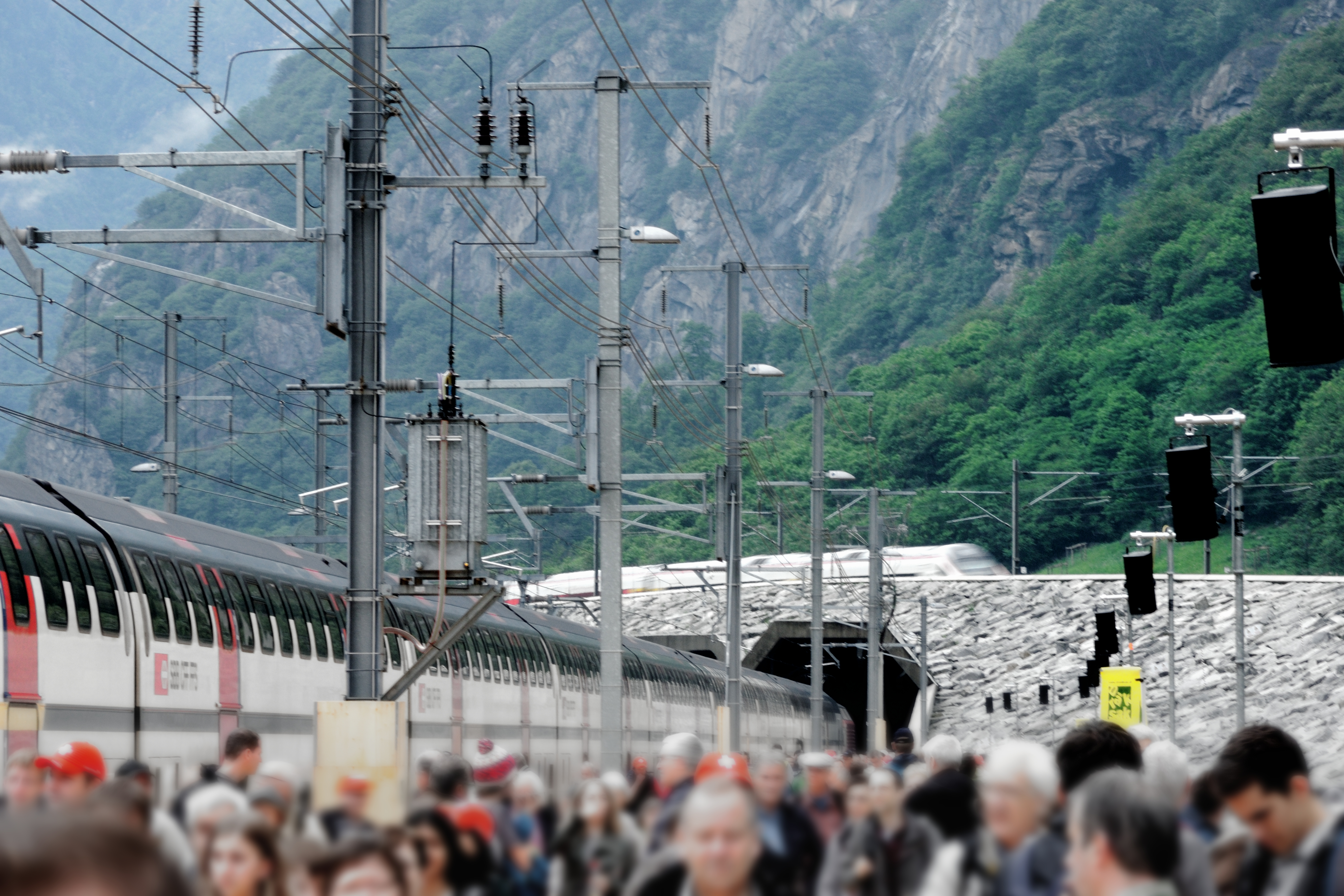
La inauguración del túnel de base de San Gotardo en Bodio (2016).

La transformación de la comunidad de un pueblo agrícola a un centro industrial se debe a la construcción del ferrocarril del San Gotardo a finales del siglo XIX, y el uso de la fuerza hidráulica del río Tesino, que comenzó en 1911 con la puesta en marcha de la Biaschina motor-Zentrale. La capacidad de tomar las grandes cantidades de la energía hidroeléctrica a bajo precio, y la presencia de una vía de comunicación importante (el tren) inducida por diversos sectores para instalarse en la región. Esto ayudó a convertir la zona en uno de los centros industriales más importantes y modernos del cantón de Ticino. Alrededor de 1910, las empresas suizas y alemanas abrieron en la comunidad, incluyendo Diamant (materiales de molienda), la Gotthardwerke (aleaciones de metales), la planta química de Nitre (producción de derivados de nitrógeno) y dos fábricas de carburo. Estas empresas industriales, que emplean a más de 1000 trabajadores (incluidos muchos italianos), florecieron gracias a la producción de materiales explosivos durante la Primera Guerra Mundial. Al final de la guerra, la industria se redujo debido a los cambios en los métodos de producción y las altas tarifas del ferrocarril. La primera industria de colapsar fue la industria del granito, que emplea a unas 150 personas en la zona. El 21 de julio de 1921, una explosión en la planta química de Nitre reclamó 15 vidas, destruyó la fábrica y los edificios vecinos dañados.
La concentración de la industria y el trabajo en la zona llevó a la creación y el desarrollo de los sindicatos en Suiza. En 1917, Bodio convirtió en el hogar de la primera sección cantonal del sindicato de los trabajadores del metal (SMUV). En la década de 1930, varios departamentos de formación profesional abrieron a las escuelas de la región. En 1917, la planta de energía Biaschina-Kraftwerk fue trasladado de Motor AG (posteriormente como Motor-Columbus) a los Ticino Electricidad Obras (Ofelti), que se basa en Bodio. En 1936, después de la construcción de la línea Gotthard-transmisión, el Aare-Tessin AG für empresa Elektrizität (Atel), fue fundada y con sede en Olten, con una sucursal en Bodio. En 1924, el Gotthardwerke fue adquirida por Lonza en Basilea. La nueva compañía, fue rebautizada Timcal en 1995, fue la compañía líder en el mundo en la producción del grafito sintético y lubricantes de alta temperatura. El ejemplo más conocido de las empresas industriales locales es Monteforno (que se encuentra en el área de Giornico, pero basado en Bodio). Fue fundada en 1946 y se cerró el 31 de enero de 1995.
Ya no hay ninguna granja en el municipio, pero hay unos 4 acres de uvas de vino, que producen un vino Merlot de la calidad reconocida.

## Transportes
Ferrocarril
Existe una estación en la comuna en la que efectúan parada algunos servicios esporádicos de TiLo.

## Personalidades
- Stefano Frascini, miembro del primer Consejo Federal de Suiza.